# مفاهيم يجب أن تصحح (كتاب)
مفاهيم يجب أن تصحح هو كتاب ألفه كلٍ من الدكتور عبد الله مبروك النجار والدكتور محمد سالم أبو عاصي، وهو أحد كتب السلسلة الفكرية نحو تجديد الخطاب الديني الصادرة من المجلس الأعلى للشؤون الإسلامية.

## موضوع الكتاب
نعلم جميعًا أن هناك بعض الأفكار الخاطئة التي سيطرت على كثير من الناس الذين تزداد حميتهم على دينهم ومعتقدهم، وهذه الأفكار الخاطئة والمنحرفة قد تؤدي إلى بعض الشطط أو الغلو أو التوجه نحو التكفير أو التطرف، وغير ذلك مما يهدد السلم المجتمعي، ويضرب الإستقرار والإنسانية ضربة قاتلة، ولذلك كانت المهمة كبيرة علي علماء الدين في تصحيح هذه المفاهيم وتوضيحها، بصورة تليق بدين الإسلام، الذي يكفل حرية الاعتقاد، ويسوي بين الناس في المواطنة والحقوق والواجبات على اختلاف معتقداتهم دون تمييز، ويحرم الاعتداء على الدماء والأعراض والأموال، إلا ردًا على عدوان ظاهر على الدولة. فالإسلام جاء ليكون رحمة للعالمين، وليسقط الأغلال والعنت والمشقة عن البشرية كلها، وتشريعات الإسلام الحكيمة وتعاليمه الكريمة خير دليل على الرحمة والسماحة مع غير المسلمين.
لأجل هذا كان إصدار هذا الكتاب من وزارة الأوقاف تحت إشراف وزيرها ورئيس المجلس الأعلى للشؤون الإسلامية الدكتور محمد مختار جمعة، وكان هذا العمل بتوصية من المؤتمر الدولي الرابع والعشرين للمجلس الأعلي للشؤون الإسلامية بوزارة الأوقاف، والذي انعقد تحت عنوان: «عظمة الإسلام وأخطاء بعض المنتسبين إليه: طريق التصحيح». وقد أجمع المجتمعون في المؤتمر على تصحيح مفاهيم مشهورة بين الناس، يستخدمها البعض بُغية تحقيق فقط متطلباته وأهدافه، دون وعي بالمفهوم الصحيح لهذه المصطلحات. وهذه المصطلحات هي: الإرهاب، الخلافة، الجزية، الحاكمية، المواطنة، الجهاد.
وكل مصطلح من هذه المصطلحات يحتاج إلي رسالة بحثية لا يكفيها مجلد كبير، ولكن الهيئة قد عزمت أن يكون هذا الكتاب صغير على قدر المستطاع، حتى يتمكن كل إنسان من قراءتهِ دون ملل، فكان لكل مفهوم صفحات قليلة مختصرة، قد أدت بالغرض المطلوب - إلي حدٍ ما.

### الإرهاب
وهو الجريمة المنظمة التي يتواطأ فيها مجموعة من الخارجين على نظام الدولة والمجتمع، وينتج عنها سفك دماء بريئة أو تدمير منشآت أو اعتداء على ممتلكات عامة أو خاصة. وقد أوضح الكتاب بأدلة صريحة من القرآن والسنة على نهي الإسلام عن الإرهاب والاعتداء، وأنه دين السلام لجميع البشر، فلا يجتمع هذا مع العنف والشدة.

### الخلافة
وهي وصف لحالة حكم سياسي متغير يمكن أن يقوم مقامها أي نظام أو مسمى يحقق مصالح البلاد والعباد وفق القانون والإتفاقات الدولية. وهنا ينبغي التنبيه أن الإسلام لم يضع قالبًا جامدًا صامتًا محددًا لنظام الحكم، لا يمكن الخروج عنه، وإنما وضع لنا أساسيات ومعايير نسير عليها، متى تحققت كان الحكم رشيدًا يقبله الإسلام.

### الجزية
وهي اسم لالتزام مالي انتهى موجبه في زماننا هذا وانتفت علته بانتفاء ما شرعت لأجله في زمانها، لأن المواطنين قد أصبحوا جميعًا سواء في الحقوق والواجبات، وحلت ضوابط مالية أخرى محلها، مما أدى إلى زوال العلة. فالجزية التي فرضتها الدولة الإسلامية على الذين دخلوا في دولتها، ولم يدخلوا في دينها، لم تكن اختراعًا إسلاميًا، ولم تكن بدل الإيمان بالإسلام، وإنما كانت ضريبة تدفع معروفة مسبقًا قبل الإسلام، تؤخذ مقابل الجندية وحماية الدولة والدفاع عن رعيتها. فالجزية لم تفرض إلا على القادرين على أداء الجندية، ولو كانت بدلًا من الإيمان بالإسلام، لوجبت على كل الملل من غير المسلمين بلا استثناء.

### الحاكمية
وهي الالتزام بما نزل الله من شرائع، وهذا لا يمنع احتكام البشر إلى قوانين وضعية في إطار مبادئ التشريع العامة وقواعده الكلية، وفقًا لتغيير الزمان والمكان، ولا يكون الاحتكام لتلك التشريعات الوضعية مخالفًا لشرع الله، مادام أنه يحقق المصالح العامة للدولة والشعوب والأفراد والمجتمعات. فكثير من الناس أساء فهم الحاكمية، حيث أدخلوا في مضمونها مالم يرده الشرع الإسلامي الشريف. فالحاكمية تطلق بالمعنى التشريعي ومعناها أن الله سبحانه هو المشرع لخلقه، أي؛ هو الذي يأمرهم وينهاهم ويحل لهم ويحرم عليهم من خلال تكاليفه الشرعية.

### دار الحرب
وهي مصطلح فقهي متغير، وقد أصبح في وقتنا الحاضر لا وجود لهُ بمفهومهِ المصطلحي القديم، في ظل الإتفاقيات الدولية والمواثيق الأممية، فالشرع يوجب الوفاء بالعقود، ولذلك فلا ينبغي القول بالهجرة من بلد لآخر بدعوى الانتقال إلي دار الإسلام. وإنما دار الحرب هي الدولة المعادية المعتدية، التي وقع منها اعتداء وحرب على بلد إسلامي، وأعلن رئيس الدولة، التي وقع عليها الاعتداء الدفاع عنها، إذن يقال أن الدولة المعتدية هنا هي دار حرب، وإذا لم يكن كذلك فإنها دار أو دار عهد. على ذلك فليس كل ديار غير المسلمين دار حرب كما يقول المتطرفون والمتشددون، فإذا كان ذلك أصبحت الدنيا كلها في حروب في كل وقت، وعم الخراب والإرهاب في المجتمعات، وهذا لا يقبله الإسلام بأي صورة من الصور.

### المواطنة
والمواطنة تعني أن يكون المواطنون جميعًا سواء في الحقوق والواجبات داخل حدود دولهم. فالمواطنة تقتضي أن يكون انتماء المواطن وولاءه كاملين للوطن، يحترم هويته ويؤمن بها، وينتمي إليها، ويدافع عنها. وهذا المبدأ رسخه النبي محمد في وثيقة المدينة المنورة، التي عقدها، مع مكونات العهد الجديد في المدينة، وإقامة الدولة، وتنظيم شؤونها، وقد كان في المدينة آنذاك موطنًا للأوس والخزرج، واليهود والمهاجرين، وغيرهم، ولقد كانت الهوية الدينية مختلفة بين هؤلاء، ولكن الهوية الوطنية كانت الجامع المشترك بينهم، فنظرت الوثيقة إلى الجميع على أنهم متساوون في الإنسانية وفي الحقوق والواجبات الوطنية، بما في ذلك اليهود وغيرهم ممن لم يؤمنوا بالرسالة الإسلامية.

### الجهاد
والمفهوم الصحيح للجهاد في الإسلام هو رد العدوان عن الدولة بما يماثله دون تجاوز أو شطط، وهذه ليست وظيفة الأفراد، وإنما من يأمر بذلك رئيس الدولة، والجهات المختصة بذلك. وكلمة الجهاد، كلمة عامة، تحمل في طياتها معاني كثيرة، فالجهاد عمومًا هو بذل الجهد بأشكالهِ المختلفة والمتنوعة، لإعلاء كلمة الله، ولنشر الدين الصحيح بين الناس. فأصل الجهاد هو الحوار والدعوة بالحكمة والموعظة الحسنة، حتى يصل الإسلام الصحيح إلى العقول، أما الجهاد القتالي فقد شرع من أجل إذا حدث أي عدوان على بلاد المسلمين، فهنا كانت فرضية الجهاد بمعناه القتالي. إذن هناك جهاد دعوي وجهاد قتالي، الأول من أحكام التبليغ، والثاني من أحكام السياسة الشرعية لدرء العدوان على بلاد المسلمين.

## روابط خارجية
- عن الكتاب